# Paramaribo-zwampbos
Het Paramaribo-zwampbos is een ecoregio van het WWF. Het heeft de code NT0149, en is daarmee een deel van het Neotropisch gebied (NT0149) en deel van het bioom tropische en subtropische wouden (NT0149)
De ecoregio is relatief klein. Zij beslaat een deel van noordelijk Suriname en heeft uitlopers over de grenzen met Guyana en Frans Guiana. NT0149 beslaat een oppervlak van ongeveer 7700 km2. Dit is ongeveer 8% van Suriname. Het strekt zich uit als een smalle strook van de Corantijn naar de Marowijne, hoewel over beide grenzen wel elementen van hetzelfde type bos gevonden kunnen worden. 
Het zwampbos is permanent overstroomd en het is gewoonlijk ingesloten door drogere delen met een ander type bos. Naar het noorden toe gaat het over in het mangrovegebied langs de kust, die onderdeel zijn van ecoregio NT1411. In de andere richtingen, naar het zuiden toe en over de grenzen bevindt zich regenwoud dat niet overstroomd is. Dit is onderdeel van ecoregio NT01250, het Regenwoud van het Guianaschild.
De soortenrijkdom is laag in dit gebied, maar de beta-diversiteit is hoog en er zijn verscheidene endemische plantensoorten.
Het is een vlak gebied. De hoogte varieert slechts van 4 m tot 11 m. Het heeft een tropischregenwoud-klimaat met twee regentijden dec-jan en mei-midden aug. De grond is gewoonlijk bedekt met een veenlaag. 

## Flora
Kenmerkende boomsoorten van het zwampbos zijn Virola surinamensis, Symphonia globulifera en de palmensoort Euterpe oleracea. Verder zuidelijk zijn de overstromingen van de regentijd heviger en staat er soms 3,5 meter water. De soortenrijkdom van planten is daar nog lager. De bomen Crudia glaberrima Macrolobium acaciifolium, en de palm Bactris maraja zijn er typerend.

## Fauna
Er zijn talrijke zoogdieren in het gebied te vinden.  Er zijn een aantal apensoorten: Saguinus midas, Saimiri sciureus, Pithecia pithecia, Cebus apella en Alouatta seniculus.
De lamantijn Trichechus manatus komt er voor en de reuzenotter Pteronura brasiliensis en de jaguar Panthera onca.
Er zijn ook talrijke vogelsoorten. Het gebied is erg belangrijk voor watervogels, maar endemische soorten zijn er niet.
Vissoorten sluiten pantsermeervalsoorten als Callichthys callichthys, Hoplosternum littorale  en H. thoracatum in.

## Beschermde gebieden
Er zijn een aantal beschermde gebieden in de ecoregio, zoals Galibi, Wia Wia, Peruvia, Boven-Coesewijne, Copi, en Wanekreek. Een belangrijk deel, de Coroniezwamp is echter maar zeer ten dele beschermd.

## Beeldengalerij

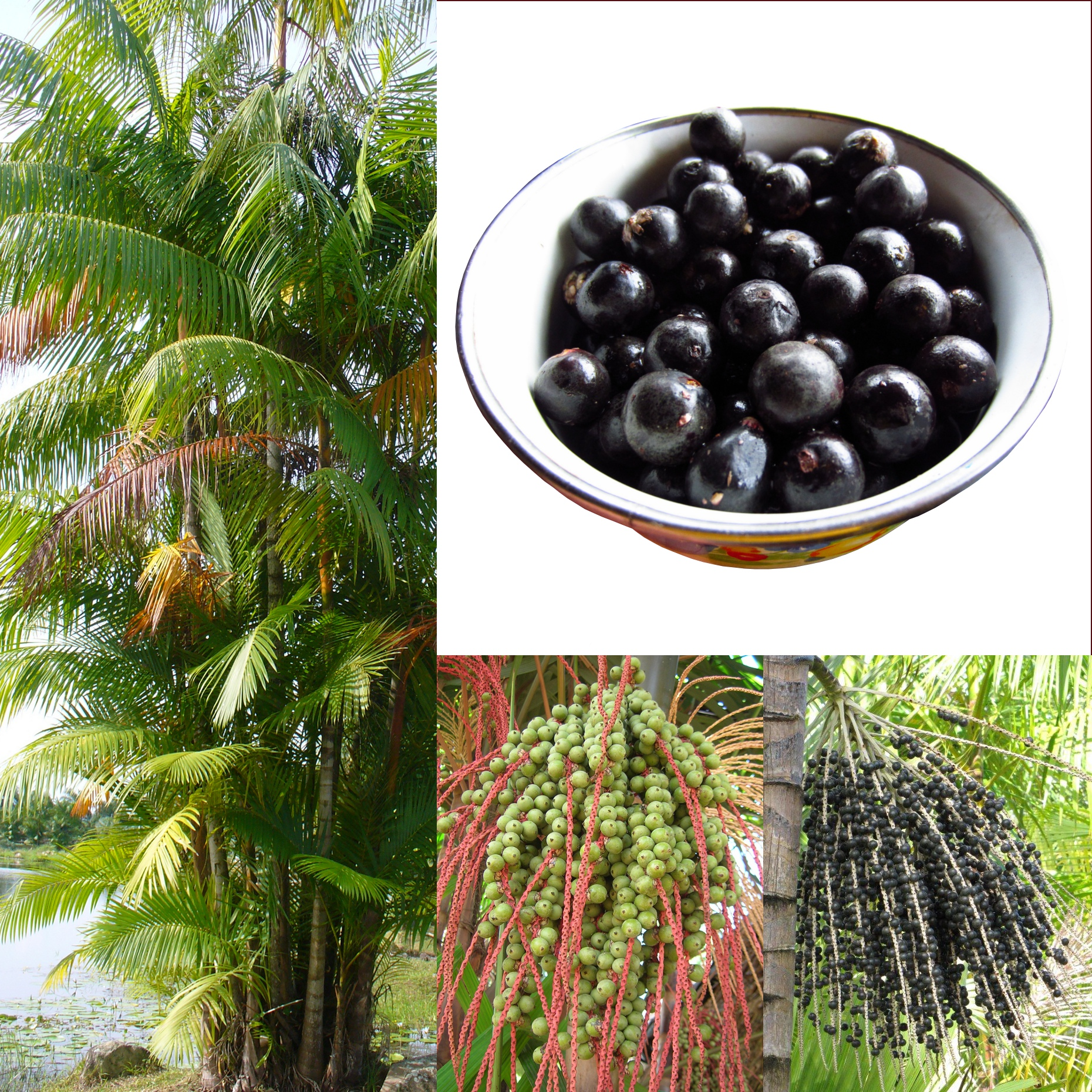
Açai Euterpe oleracea
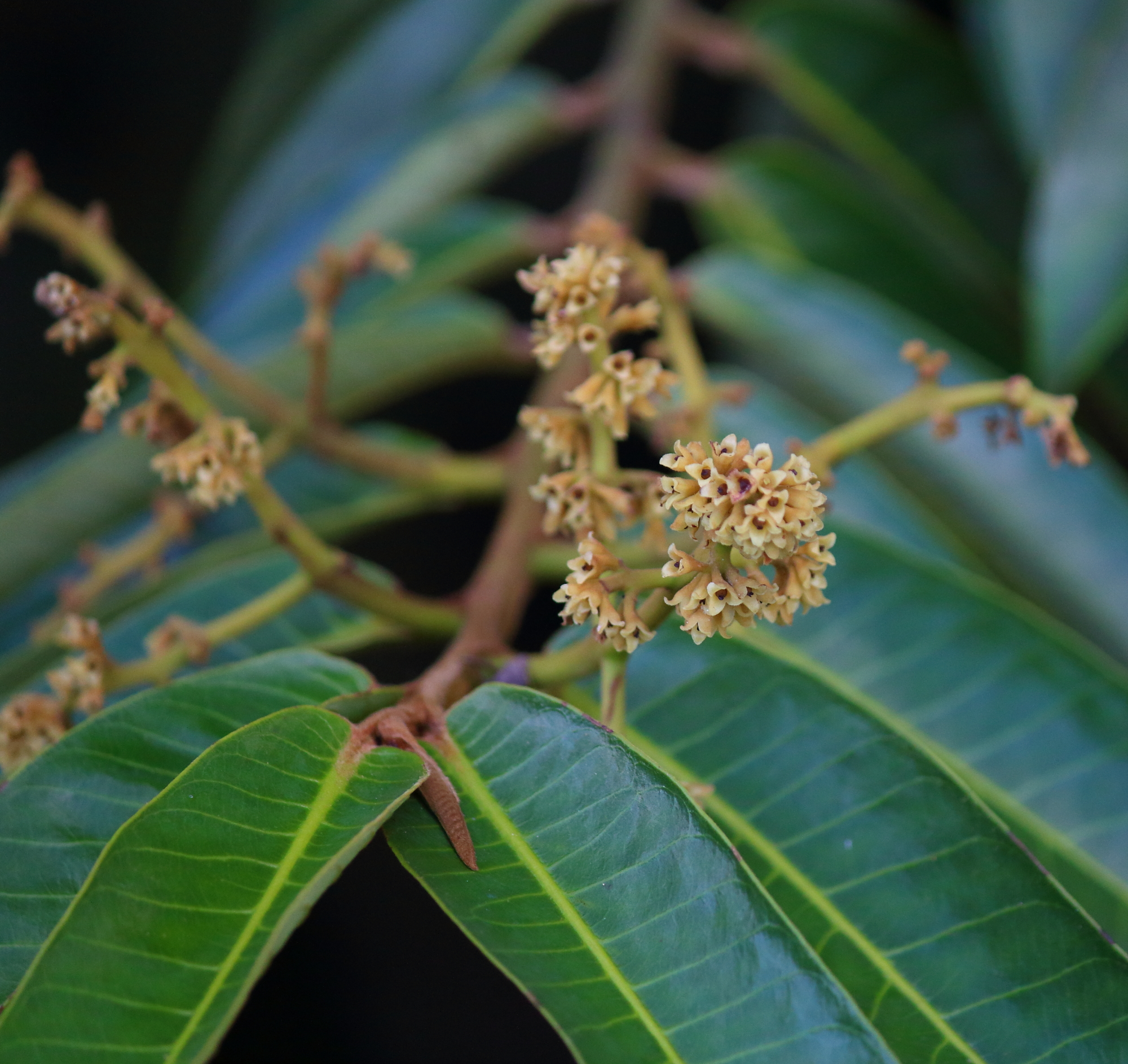
Baboen Virola surinamensis
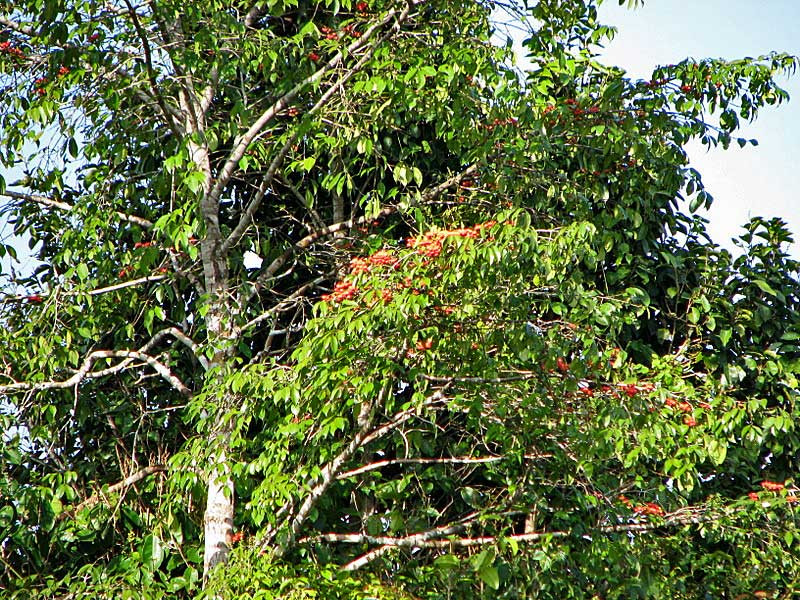
Symphonia globulifera
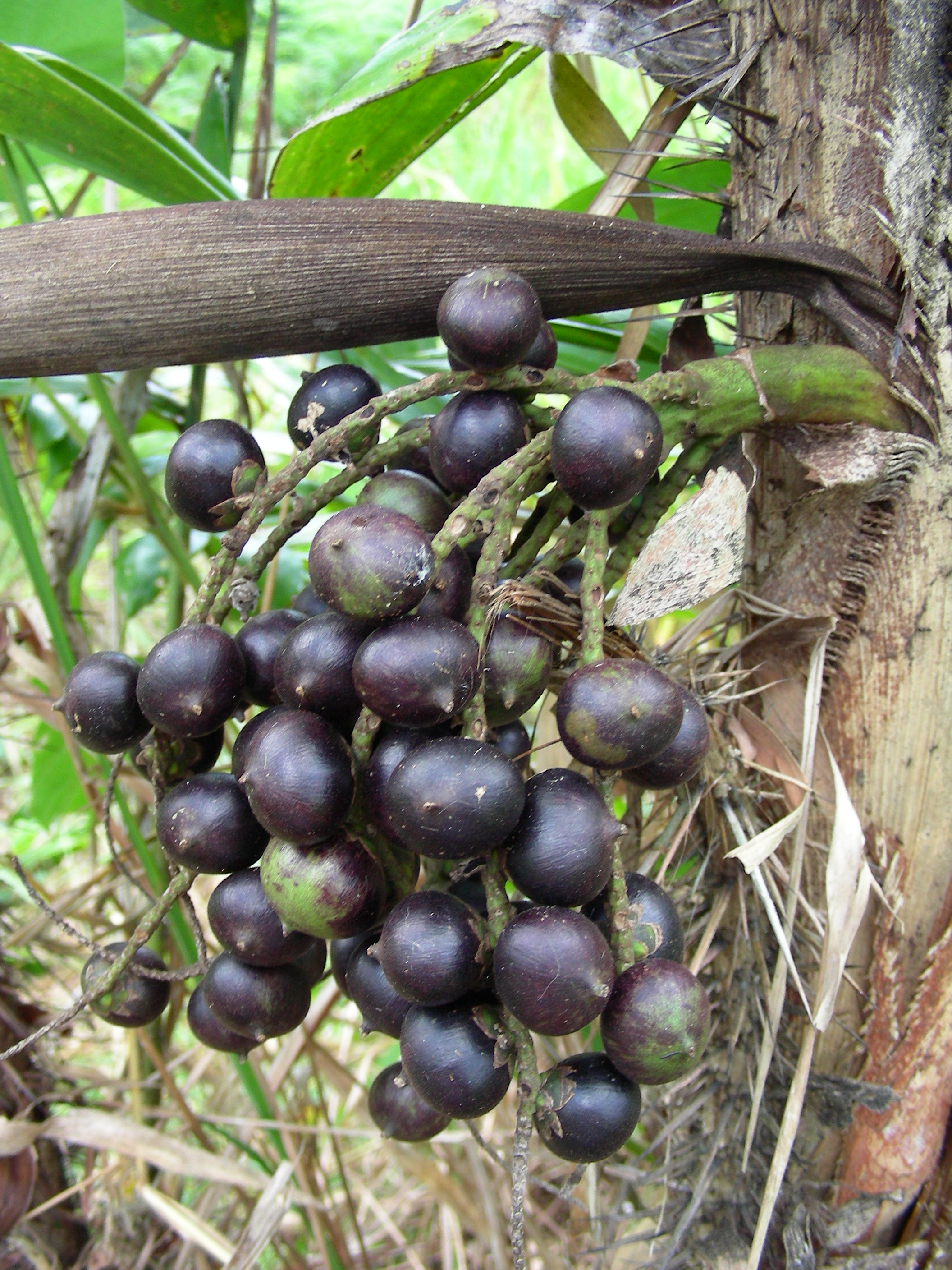
Bactria maraja

| Ecoregio                     | Ecoregio                    | Ecoregio | Ecoregio | Ecoregio      | Ecoregio | Ecoregio | Ecoregio | Ecoregio | Ecoregio | Ecoregio                    | Ecoregio             | Ecoregio             | Ecoregio                    | Ecoregio             |
| Bioom→                       | 01                          | 02       | 03       | 04            | 05       | 06       | 07       | 08       | 09       | 10                          | 11                   | 12                   | 13                          | 14                   |
| ↓Ecozone                     | 01                          | 02       | 03       | 04            | 05       | 06       | 07       | 08       | 09       | 10                          | 11                   | 12                   | 13                          | 14                   |
| ---------------------------- | --------------------------- | -------- | -------- | ------------- | -------- | -------- | -------- | -------- | -------- | --------------------------- | -------------------- | -------------------- | --------------------------- | -------------------- |
| Palearctisch gebied (PA)     |                             |          |          | PA0401 PA0402 | PA0501   | PA0601   |          | PA0814   |          |                             | PA1101 PA1110        |                      | PA1308                      |                      |
| Nearctisch gebied (NA)       |                             |          |          |               |          |          |          |          |          |                             | NA1112 NA1113        |                      |                             |                      |
| Afrotropisch gebied (AT)     | AT0117 AT0118               | AT0202   |          |               |          |          | AT0717   |          | AT0905   | AT1003 AT1004 AT1011 AT1012 | —                    | AT1201 AT1202 AT1203 | AT1311 AT1312 AT1321 AT1322 | AT1402 AT1404 AT1405 |
| Neotropisch gebied (NT)      | NT0125 NT0149 NT0169        |          |          | NT0404        |          |          | NT0707   |          |          |                             | —                    |                      | NT1302                      | NT1411               |
| Oriëntaals gebied (IM)       |                             |          |          |               | IM0502   |          |          |          |          |                             |                      |                      |                             |                      |
| Australaziatisch gebied (AA) | AA0101 AA0111 AA0112 AA0113 |          |          |               |          |          | AA0708   |          |          |                             | AA1101               |                      |                             |                      |
| Oceanisch gebied (OC)        |                             | OC0201   |          |               |          |          |          |          |          |                             | —                    |                      |                             |                      |
| Antarctisch gebied (AN)      | —                           | —        | —        | —             | —        | —        | —        | —        | —        | —                           | AN1101 AN1103 AN1104 | —                    | —                           | —                    |